# Acura

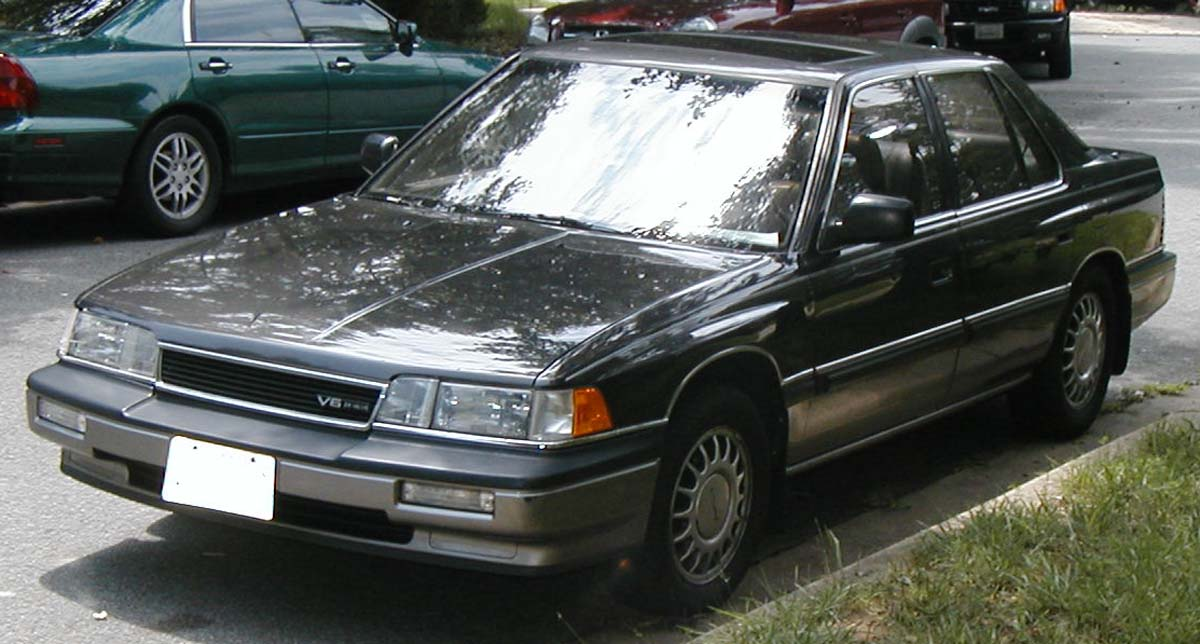
En 1986-1990 Acura Legend

Acura är bilmärket Hondas eget lyxbilsmärke för USA, Kanada, Mexiko och Hongkong. Honda introducerade Acura i USA 1986 med sådan framgång att Toyota lanserade Lexus och Nissan Motor Co. Ltd skapade Infiniti. Mazda planerade också ett eget lyxbilsmärke, Amati, för den amerikanska marknaden, men man kom aldrig längre än planeringsstadiet.

## Dagens Acura-modeller
- NSX - Snabb superbil med fyrhjulsdrift
- CSX - enbart i Kanada.
- TSX - sedanmodell gemensamt utvecklad med Hondas Europadivision. Delar grundkonstruktion med europeiska Accord.
- TL - sportig sedan i samma segment som AUDI A4 och BMW 3-serie.
- RL - toppmodell med permanent fyrhjulsdrift, konkurrerar med AUDI A6.
- RDX - kompakt SUV med fyrcylindrig turbomotor.
- MDX - mellanklass-SUV som delar motor med RL.

De japanska biltillverkarnas framgång med egna lyxbilsdivisioner ledde även till planer hos sydkoreanska Hyundai på ett lyxbilsmärke. Nya lyxbilsmodellen Hyundai Genesis fick dock bli en renodlad Hyundai.